# Skoki do wody na Igrzyskach Panamerykańskich 2015
Skoki do wody na Igrzyskach Panamerykańskich 2015 odbywały się w dniach 10–13 lipca 2015 roku w CIBC Pan Am/ Parapan Am Aquatics Centre & Field House w Toronto. Pięćdziesięcioro ośmioro zawodników obojga płci rywalizowało łącznie w ośmiu konkurencjach indywidualnych.

## Podsumowanie

### Klasyfikacja medalowa
| Klasyfikacja medalowa | Klasyfikacja medalowa | Klasyfikacja medalowa | Klasyfikacja medalowa | Klasyfikacja medalowa | Klasyfikacja medalowa |
| Miejsce               | państwo               | Złoto                 | Srebro                | Brąz                  | Razem                 |
| --------------------- | --------------------- | --------------------- | --------------------- | --------------------- | --------------------- |
| 1                     | Meksyk                | 5                     | 1                     | 3                     | 9                     |
| 2                     | Kanada                | 2                     | 5                     | 2                     | 9                     |
| 3                     | Kuba                  | 1                     | 0                     | 0                     | 1                     |
| 4                     | Kolumbia              | 0                     | 1                     | 1                     | 2                     |
| 5                     | Brazylia              | 0                     | 1                     | 0                     | 1                     |
| 6                     | Stany Zjednoczone     | 0                     | 0                     | 2                     | 2                     |
| Razem                 | Razem                 | 8                     | 8                     | 8                     | 24                    |

### Medaliści
| Konkurencja                   | 1. miejsce                                    | 1. miejsce | 2. miejsce                                       | 2. miejsce | 3. miejsce                                        | 3. miejsce |
| Mężczyźni                     | Mężczyźni                                     | Mężczyźni  | Mężczyźni                                        | Mężczyźni  | Mężczyźni                                         | Mężczyźni  |
| ----------------------------- | --------------------------------------------- | ---------- | ------------------------------------------------ | ---------- | ------------------------------------------------- | ---------- |
| Trampolina 3 m indywidualnie  | Rommel Pacheco                                | 483,35     | Jahir Ocampo                                     | 442,15     | Philippe Gagné                                    | 421,20     |
| Wieża 10 m indywidualnie      | Iván García                                   | 521,70     | Víctor Ortega                                    | 455,15     | Jonathan Ruvalcaba                                | 428,65     |
| Trampolina 3 m synchronicznie | Meksyk · Jahir Ocampo · Rommel Pacheco        | 438,27     | Kanada · Philippe Gagné · François Imbeau-Dulac  | 413,37     | Stany Zjednoczone · Cory Bowersox · Zachary Nees  | 385,38     |
| Wieża 10 m synchronicznie     | Kuba · Jeinkler Aguirre · Jose Antonio Guerra | 439,14     | Kanada · Vincent Riendeau · Philippe Gagné       | 404,34     | Kolumbia · Victor Ortega · Juan Guillermo Rios    | 403,23     |
| Kobiety                       |                                               |            |                                                  |            |                                                   |            |
| Trampolina 3 m indywidualnie  | Jennifer Abel                                 | 384,70     | Pamela Ware                                      | 326,00     | Dolores Hernandez                                 | 323,10     |
| Wieża 10 m indywidualnie      | Paola Espinosa                                | 383,20     | Roseline Filion                                  | 377,60     | Meaghan Benfeito                                  | 357,45     |
| Trampolina 3 m synchronicznie | Meksyk · Paola Espinosa · Dolores Hernandez   | 301,20     | Kanada · Jennifer Abel · Pamela Ware             | 298,23     | Stany Zjednoczone · Deidre Freeman · Maren Taylor | 293,10     |
| Wieża 10 m synchronicznie     | Kanada · Meaghan Benfeito · Roseline Filion   | 316,89     | Brazylia · Ingrid de Oliveira · Giovanna Pedroso | 291,36     | Meksyk · Paola Espinosa · Alejandra Orozco        | 287,91     |